# Harald Voigt
Harald Voigt (* 13. November 1928 in Glückstadt; † 26. Dezember 2005 in Westerland, Deutschland) war ein Chronist der Insel Sylt und Oberstudienrat.

## Leben
Nach dem frühen Tod seiner Mutter 1932 wuchs Harald Voigt bei seiner Großmutter mütterlicherseits in Wenningstedt auf. Dort besuchte er von 1935 bis 1939 die Grundschule und danach die Mittelschule in Westerland. 1944 wurde er zum Wehrdienst eingezogen. Nach dem Zweiten Weltkrieg arbeitete er unter anderem für die britischen Besatzungstruppen auf Sylt, bevor er 1949 an der Internatsoberschule in Flensburg seine Schulbildung fortsetzte und 1951 die Reifeprüfung ablegte. Anschließend studierte er Deutsch und Geschichte an der Universität Kiel. 1955 wurde er dort bei Karl Jordan mit der Dissertation „Die Einwanderung des holsteinischen Adels in das Herzogtum Schleswig und das Königreich Dänemark bis zum Jahre 1375“ zum Dr. phil. promoviert. Nach dem Studium arbeitete Voigt als Gymnasiallehrer. Unter anderem unterrichtete er bis 1973 als Lehrer für Geschichte und Deutsch am Gymnasium Sylt in Westerland, anschließend an der Kooperativen Gesamtschule Elmshorn und in Niebüll.
Ab dem Jahr 1967 verfasste der seit seiner frühen Jugend auf der Insel lebende Voigt regelmäßig Beiträge und Abhandlungen über die Sylter Geschichte, zunächst insbesondere über die Ära der Seefahrt. Zu seinen bedeutendsten Publikationen und Veröffentlichungen zählen Der Sylter Weg ins Dritte Reich aus dem Jahr 1977 sowie Die Festung Sylt aus dem Jahr 1992, die mittlerweile zu Standardwerken der Sylt-Literatur geworden sind. Auch über die Ortsgeschichte Westerlands publizierte Voigt. In dem Dokumentarfilm Sylt – die Geschichte einer deutschen Insel (2004) von Fabian Döring und Karsten Wohlrab trat er als Experte auf.
Seit 1973 war Voigt über lange Jahre Vorsitzender der Historischen Arbeitsgruppe am Nordfriisk Instituut. Im Jahr 1988 erhielt er den regionalen C. P.-Hansen-Preis.
Voigt war verheiratet und hatte vier Kinder. Er starb 2005 im Alter von 77 Jahren nach längerer Krankheit.

## Veröffentlichungen (Auswahl)
- Die Einwanderung des holsteinischen Adels in das Herzogtum Schleswig und das Königreich Dänemark bis zum Jahre 1375. In: Zeitschrift der Gesellschaft für Schleswig-Holsteinische Geschichte, Bd. 82 (1958), S. 51–138 (= Dissertation Universität Kiel).

- Der Sylter Weg ins Dritte Reich. Die Geschichte der Insel Sylt vom Ende des 1. Weltkriegs bis zu den Anfängen der national-sozialistischen Diktatur, eine Fallstudie. Hansen & Hansen, Münsterdorf 1977, ISBN 3-87980-230-0.
- (mit Manfred Wedemeyer): Westerland. Bad und Stadt im Wandel der Zeit. Zum 125jährigen Bad- und 75jährigen Stadtjubiläum. Stadt Westerland 1980.
- Die Nordfriesen auf den Hamburger Wal- und Robbenfängern 1669 - 1839. (= Studien zur Wirtschafts- und Sozialgeschichte Schleswig-Holsteins, Bd. 11). Wachholtz, Neumünster 1981, ISBN 3-529-02911-4.
- Die Festung Sylt. Geschichte und Entwicklung der Insel Sylt unter militärischem Einfluss 1894 - 1945 (= Nordfriisk Instituut, Bd. 109). Verlag Nordfriisk Instituut, Bredstedt/Bräist 1992, ISBN 3-88007-189-6.